# Colostygia gedrensis
Colostygia gedrensis là một loài bướm đêm trong họ Geometridae.